# Esercito Nazionale di Liberazione Libico
L'Esercito Nazionale di Liberazione Libico (in arabo جيش التحرير الوطني الليبي  ‎?, Jaysh at-Taḥrīr al-Waṭanī al-Lībī) è stato costituito dopo i primi giorni della Guerra civile libica nel 2011 contro il regime di Gheddafi dalle forze dell'Esercito libico passate con i rivoltosi. È sotto il comando del Consiglio nazionale di transizione e la sede del suo quartier generale è nella città di Bengasi.

## Effettivi
- 8.000 soldati ribelli (a Bengasi)[3]
- Battaglione Ṣāʿiqa 36 (al fronte)[4]
- 5.000 volontari (al 3 marzo 2011, secondo il Consiglio nazionale di transizione)[5]

## Armamento
L'Esercito Nazionale di Liberazione Libico ha le armi che ha ottenuto dall'occupazione dei depositi dell'Esercito libico e dal Qatar, inclusi Kalashnikov, armamento contraereo e carri armati.
- Carri armati T-55, di produzione sovietica
- Lanciarazzi Type 63, di produzione cinese
- Contraerea ZPU (ZPU-1, ZPU-2, ZPU-4) di produzione sovietica
- Missili anticarro Maljutka, di produzione sovietica
- M40 fucile senza rinculo montato sulle Jeep
- T-72 carro armato principale
- T-62 carro armato principale
- BMP-1 veicolo da combattimento di fanteria
- BMP-2 veicolo da combattimento di fanteria
- ZU-23-2 anti-aerei
- BM-21 G camion
- Tecniche
- Mikoyan-Gurevich MiG-23
- Mikoyan-Gurevich MiG-21
- RPG-7 granata anticarro
- Type 69 RPG granata anticarro di avvio
- SA-7 9K32 "Strela-2" MANPADS
- S-5 razzo UB-32 lanciarazzi montati su camioncini [ 23 ]
- MILAN missili anticarro [ 24 ]
- Carl Gustav fucile senza rinculo
- AKM fucile d'assalto (altre varianti tra cui AK-47, AK-103, Tipo 56, e AIM fucili d'assalto) [ 18 ]
- FN F2000 fucile d'assalto [ 21 ]
- Simonov SKS carabina semi-automatica
- FN FAL fucile da battaglia[ 18 ]
- Heckler & Koch G3 fucile da battaglia
- Carcano Mod. 91 fucile
- Mauser Karabiner 98k fucile [ 19 ]
- DŠK mitragliatrice pesante
- FN MAG mitragliatrice media
- PK mitragliatrice media
- RPK mitragliatrice leggera
- RPD mitragliatrice leggera
- RP-46 mitragliatrice leggera
- MAT-49 mitra
- Tokarev TT-33 pistola
- Colt M1911 pistola
- Makarov (pistola)
- Beretta AL391 fucile a canna liscia
- Molot Bekas-M fucile a canna liscia
- Spartan 310 Remington a canna doppia